# North River (Dominica)
Der North River ist ein Fluss an der Westküste von Dominica. Er verläuft im Parish St. John und mündet in der Prince Rupert Bay (Portsmouth Bay) ins Karibische Meer.

## Geographie
Der North River entsteht aus Quellflüssen, aus dem Gebiet von Trocard (⊙) südlich des Morne aux Diables.
Er fließt nach Südwesten, am Nordrand von Portsmouth mündet der South Branch River, der schon einige Zeit östlich dazu parallel verläuft. Nach wenigen hundert Metern mündet der Fluss dann in Portsmouth (beim Portsmouth Fisheries Complex) ins Meer.
Nach Westen schließt sich das Einzugsgebiet des Maloretour River und des Bell Hall River an, von denen letzterer in der Douglas Bay ins Meer mündet.